# Събрание на Социалистическа република Македония
Събрание на Социалистическа република Македония (до 1963 година Събрание на Народна република Македония, на македонска литературна норма: Собрание на Социјалистичка Република Македонија) е върховният орган на държавната власт в Социалистическа република Македония.
Създава се през 1946 г. при Учредителното събрание на Народна република Македония. Събранието е еднокамерно непосредствено избирано от гражданите за период от 4 години. През 1950 г. на провелите се избори са избрани 251 депутати. През 1953 г. с Конституционен закон е въведено двукамарно събрание, което се състои от Републикански събор и Събор на производителите. На проведените избори между 22 и 25 ноември 1953 г. в Републиканския събор влизат 108 депутати, а в Събора на производителите 74 депутати. На 23 март 1958 г. отново се провеждат избори, на които в Републиканския събор са избрани 113 депутати, а в Събора на производителите 78 депутати. Първи председател на еднокамарния парламент е Димче Стоянов - Мире, а на двукамарния – Лазар Колишевски.

## Председатели на събранието
- Димитър Стоянов-Мире (2 февруари – 19 декември 1953)
- Лазар Колишевски (19 декември 1953 – 26 юни 1962)
- Люпчо Арсов (26 юни 1962 – 24 юни 1963)
- Видое Смилевски (25 юни 1963 – 12 май 1967)
- Мито Хадживасилев (12 май 1967 – 1 август 1968)
- Златко Биляновски (1 август – 23 септември 1968), временно изпълняващ длъжността
- Никола Минчев (23 септември 1968 – 8 май 1974)

## Събрания
- Учредително събрание – 1946-1950
- Първо събрание – 1950-1954
- Второ събрание – 1954-1958
- Трето събрание – 1958-1962
- Четвърто събрание – 1962-1966
- Пето събрание – 1966-1970
- Шесто събрание – 1970-1974
- Седмо събрание – 1974-1978
- Осмо събрание – 1978-1982
- Девето събрание – 1982-1986
- Десето събрание – 1986-1990